# Paradisier de Guillaume
Paradisaea guilielmi
Espèce
Statut de conservation UICN

 NT  : Quasi menacé
Statut CITES
Le Paradisier de Guillaume (Paradisaea guilielmi) ou paradisier impérial, est une espèce d'oiseaux endémique de la Nouvelle-Guinée. Son nom lui a été donné en l'honneur de Guillaume II d'Allemagne. C'est l'un des derniers paradisiers découvert par Carl Hunstein.

## Distribution
- péninsule de Huon (aires de Finisterre et de Saruwaged, monts Cromwell et Rawlinson).

## Dénomination
Cabanis, 1888, nomma littéralement cette espèce Paradisea Guilielmi en l’honneur de l’Empereur allemand Guillaume 1er qui mourut la même année. C’est Karl Hunstein qui la découvrit en janvier 1888 à Sattelberg dans les monts Rawlinson dans la péninsule de Huon.

## Habitat
Le paradisier de Guillaume affectionne la forêt primaire de colline mais il fréquente aussi les parcelles de forêts isolées par des jardins et d’autres habitats façonnés par l’homme, entre 450 et 1 500 m mais surtout entre 670 et 1 350 (Frith & Frith 2009).

## Alimentation
Elle est peu documentée, essentiellement composée de fruits avec un complément d’arthropodes (Frith & Frith 2009).

## Parade nuptiale
Le système de lek est similaire à celui des autres Paradisaea, jusqu’à six mâles se regroupant dans un ou deux arbres adjacents. La parade de convergence et la parade statique sont connues mais la séquence d’accouplement reste inconnue. La différence principale avec le paradisier grand-émeraude est que, dans la parade statique, les mâles du paradisier de Guillaume peuvent rester silencieux pendant un moment puis vocaliser bruyamment avant de se retourner la tête en bas. Dans cette posture, les plumes blanches de leurs flancs retombent en formant une sorte d’ombrelle ornée de deux taches jaune à sa base, ailes et queue déployées, et tête relevée. Ainsi parés, ils se balancent lentement de droite à gauche en s’aidant de leurs pattes. Une femelle peut venir se percher directement au-dessus d’un mâle suspendu la tête en bas et  observer le spectacle (Frith & Frith 2009).
Ottaviani (2012) a décrit une séquence vidéo, du site Cornell Lab of ornithology, tournée en juillet 2007 à Morobe par Edwin Scholes. Elle met en scène un mâle en train de sauter de branche en branche autour du perchoir de parade en gardant les ailes entrouvertes et en émettant un doux hou par intermittence. Puis il se retourne la tête en bas, émet un kin-ka-ka ou un puik-pouik-pouik et se met à se balancer ainsi dans le vide en se dandinant mais en restant, cette fois, totalement silencieux.

## Nidification
Elle est basée sur la découverte d’un seul nid collecté en septembre mais dont le site n’a malheureusement pas été décrit. Il consiste en une coupe essentiellement composée de sarments de vignes et d’autres plantes grimpantes avec un revêtement intérieur de fines vrilles de ces mêmes plantes sur une solide assise de grosses feuilles (Frith & Frith 2009).

## Statut, conservation
L’espèce est considérée comme « presque menacée » malgré sa relative abondance sur son petit territoire et sa tolérance aux forêts dégradées. La déforestation massive autour du village de Boana a causé un déclin majeur du paradisier de Guillaume profitant au paradisier de Raggi. En matière de mesures à prendre, BirdLife recommande un suivi régulier de la population sur divers sites sélectionnés et préconise des études de terrain afin de définir plus précisément sa tolérance face aux dégradations et ses relations avec le paradisier de Raggi (BirdLife International 2011).